# 성 이사악 대성당

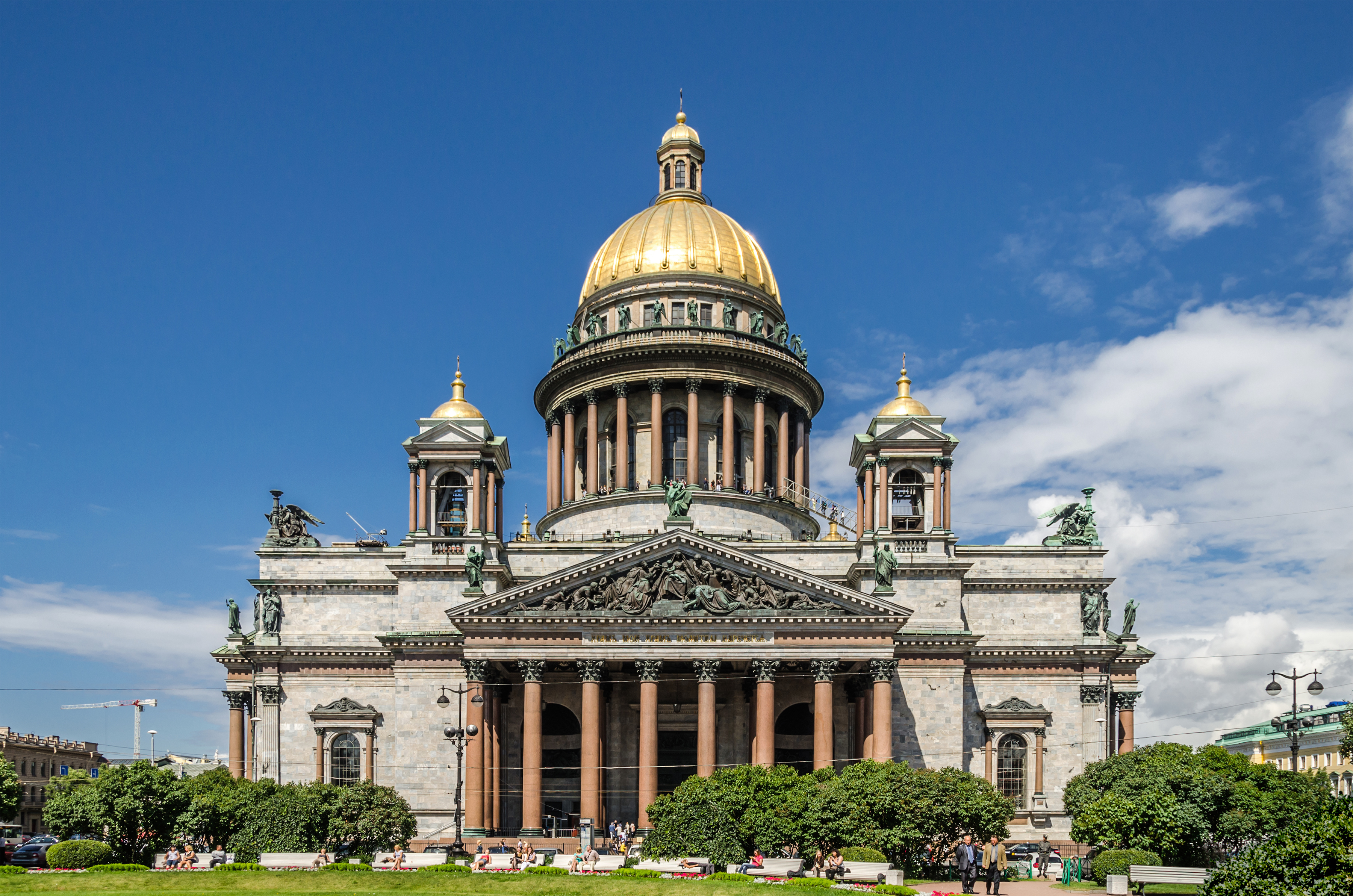
성 이사악 성당

성 이사악 성당(러시아어: Исаакиевский собор)은 러시아 상트페테르부르크에 위치한 러시아 정교회의 성당으로 지어질 당시에는 러시아에서 가장 큰 규모로 지어졌다. 높이 101.52m, 성당의 둥근 천장이 21.83m, 길이가 11.2m, 폭이 97.6m인 이 성당은 64~114톤에 이르는 72개의 거대한 원형의 돌들로 둘러싸고 있다. 1만 4천명을 수용할 수 있다. 원래 명칭은 ‘이사악키이예프스키 사보르’이다. 그것은 아브라함의 아들 이사악이 아니라 달마티아의 성 이사악이라는 정교회 성인의 이름에서 따온 것이다. 달마티아의 성 이사악의 축일은 5월 30일인데 바로 그 날이 표트르 대제의 생일이기 때문이다. 웅장한 금빛의 둥근 지붕이 특징인 성 이사악 성당은 현재 박물관으로 이용되고 있다. 제정시대 교회의 막강한 권력을 상징하듯 높이도 고층빌딩만해서 먼 곳에서도 잘 보인다. 내부에는 중앙에 있는 카를 브리쵸프의 작품을 비롯하여 성경의 내용과 성인들을 묘사한 예술가들의 그림이 많이 그려져 있다. 그밖에도 수백점의 동상과 부조가 있다.

## 역사
표트르 대제 치세에 바실리옙스키 섬에 최초의 성 이사악 성당이 건립되었다. 그 뒤 1717년에 원로원 광장(현재 데카브리스트 광장)으로 이전했지만 연약한 지반 탓에 낙뢰로 소실되었다.
예카테리나 대제의 칙명에 따라 이탈리아 출신 건축가 안토니오 리날디의 감독 아래 재건 사업에 들어갔지만, 미완성으로 끝나고 파벨 1세가 그녀의 유지를 이어받아 다시 재건을 실시하였다.
오늘날의 성 이사악 성당은 알렉산드르 1세 치세에 건립된 것으로 프랑스 출신 궁정 건축가 오귀스트 드 몽페랑의 설계에 따른 것이다. 몽페랑의 감독 아래 1818년부터 1858년까지 무려 40년에 걸쳐 지어졌다. 러시아 혁명이 일어난 후에는 소련 정권 아래에서 박물관으로 이용되었다.
제2차 세계대전 때에는 다른 건물들처럼 소실될 위기에 처하였다. 당시 레닌그라드 포위전에서 성 이사악 성당의 황금 돔이 지나치게 눈에 띄어서 독일군의 표적이 될 위험이 있었기 때문에 소련측은 성당의 돔을 회색으로 덧칠하였다.
소련 정권이 붕괴된 후에는 종교용 건물로서의 이용이 재개하고 있다.

## 미디어
- KBS 1TV : 《걸어서 세계속으로》

## 사진

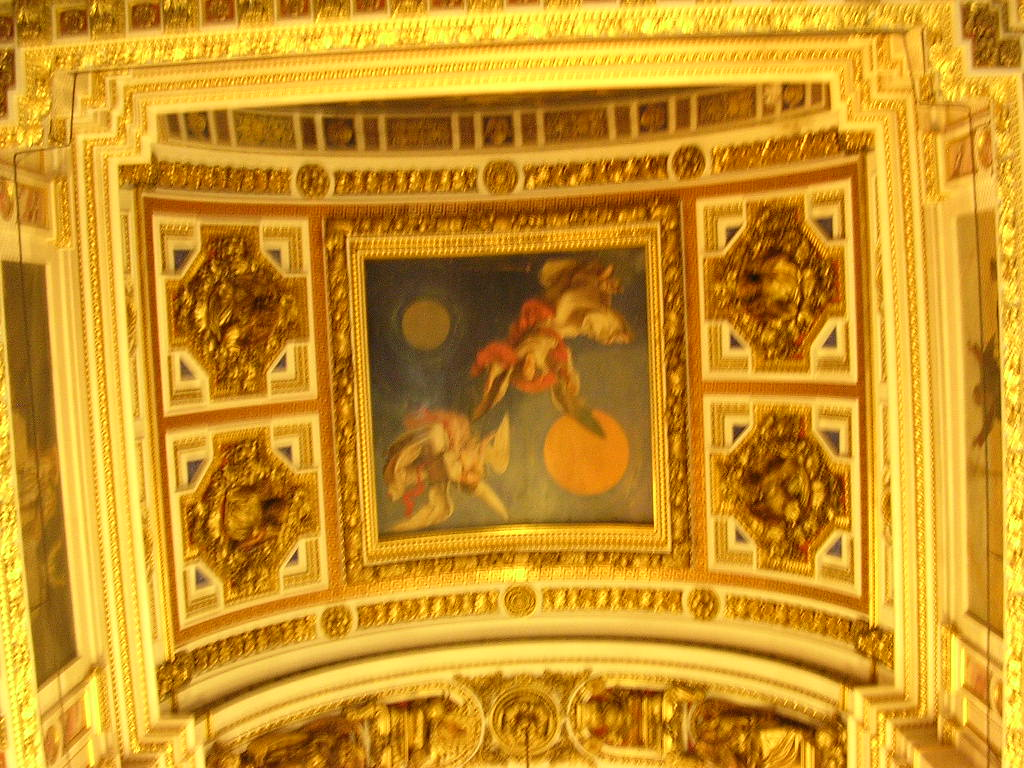
성 이사악 성당
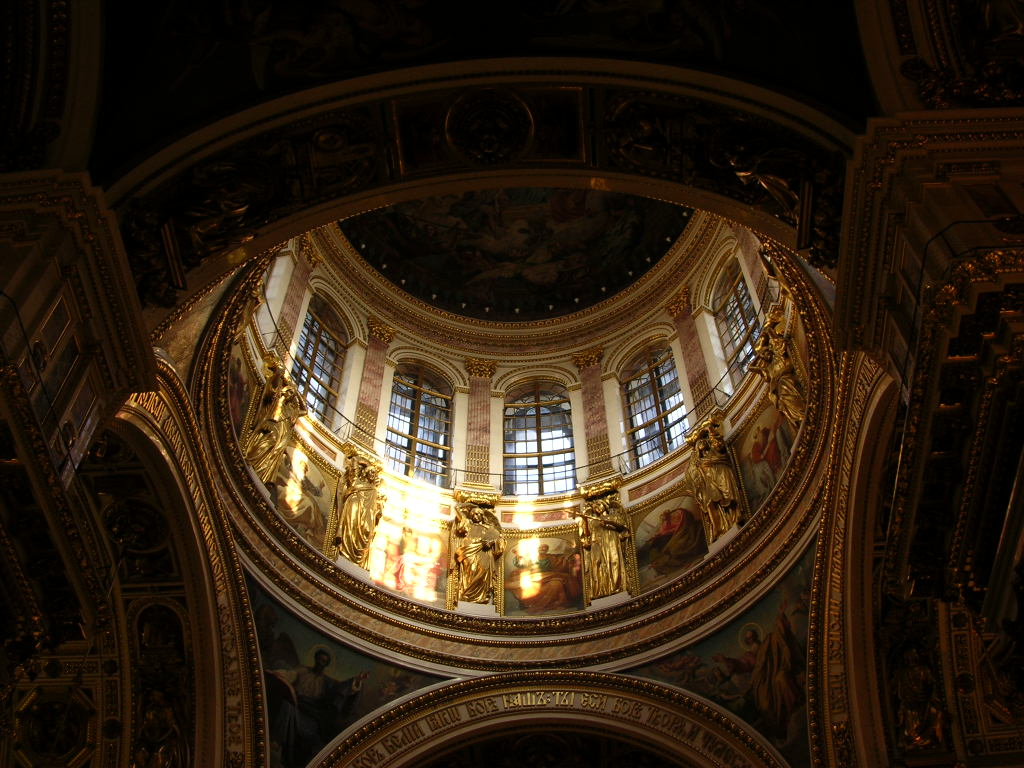
성 이사악 성당
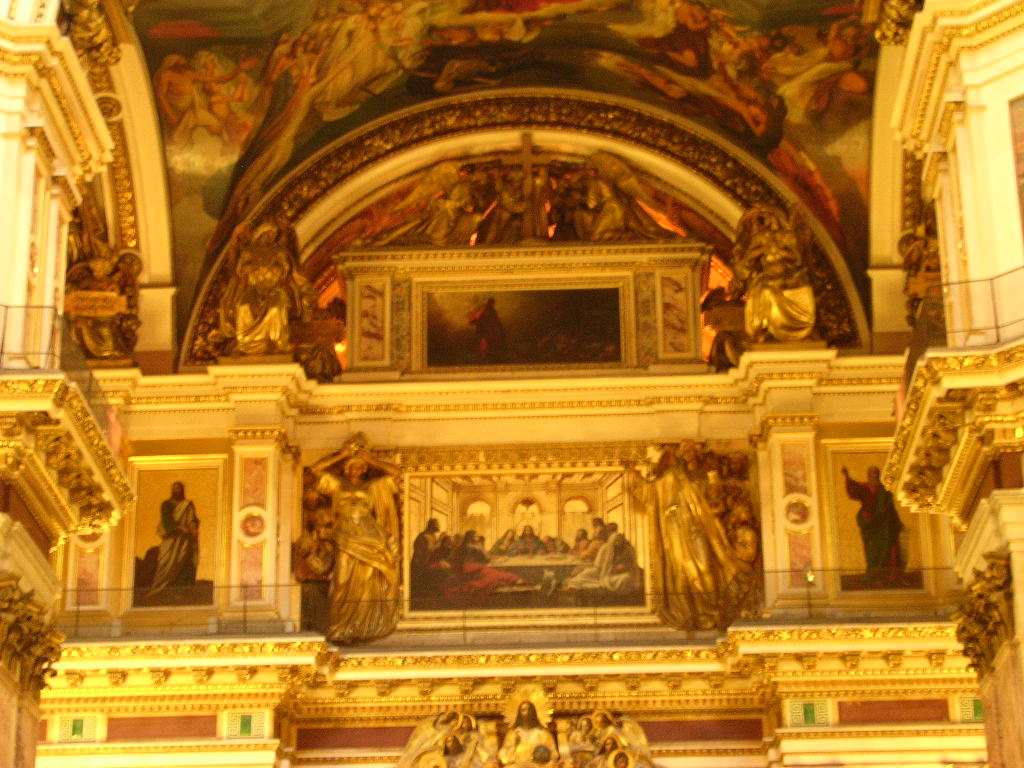
성 이사악 성당
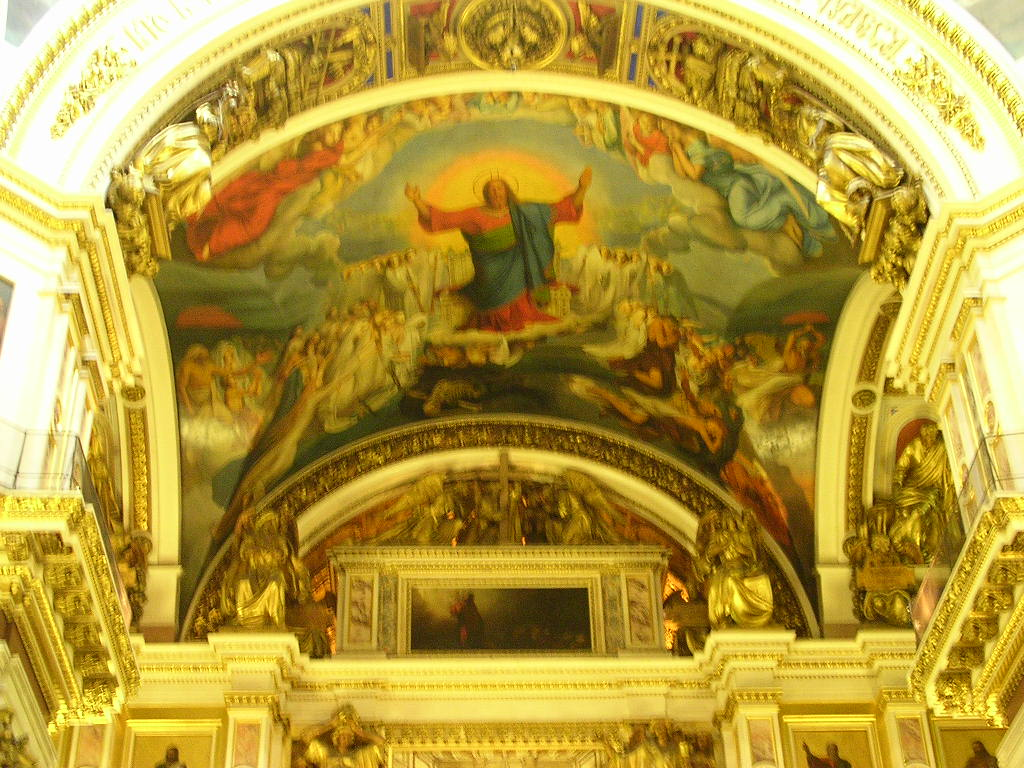
성 이사악 성당
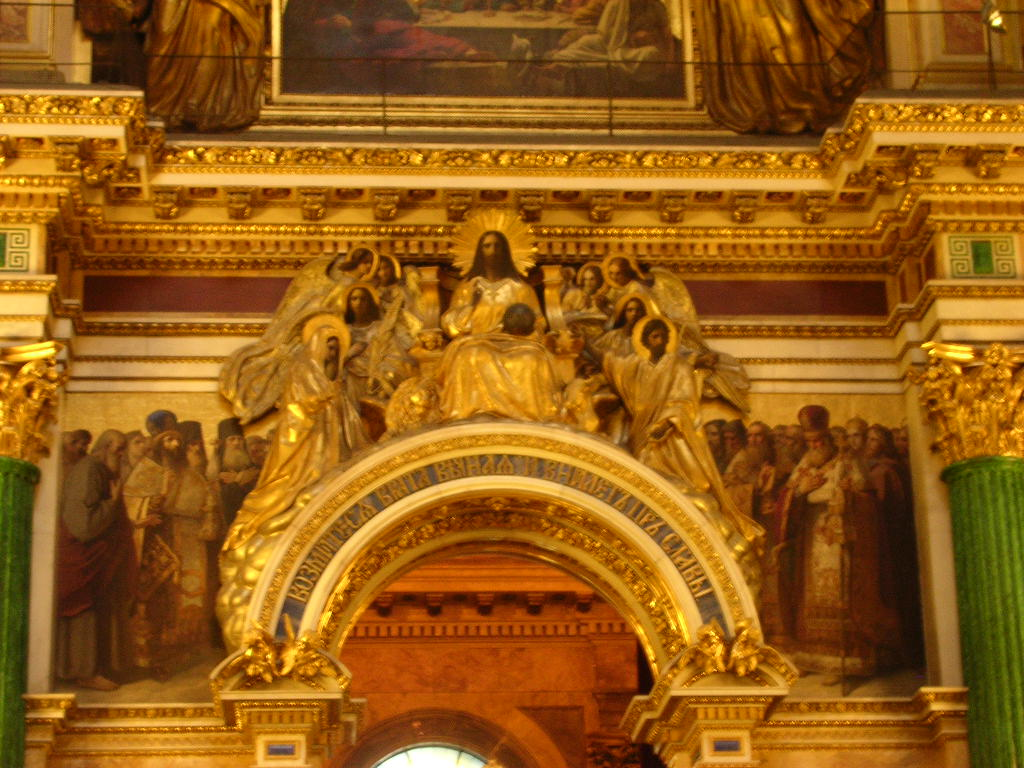
성 이사악 성당
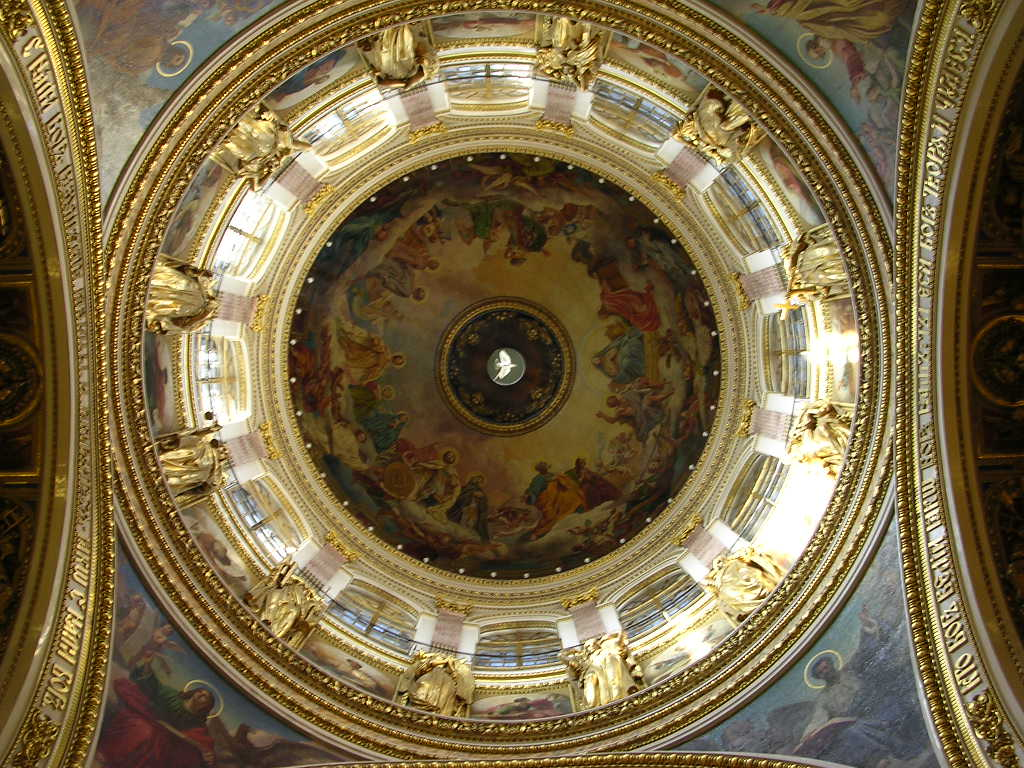
성 이사악 성당
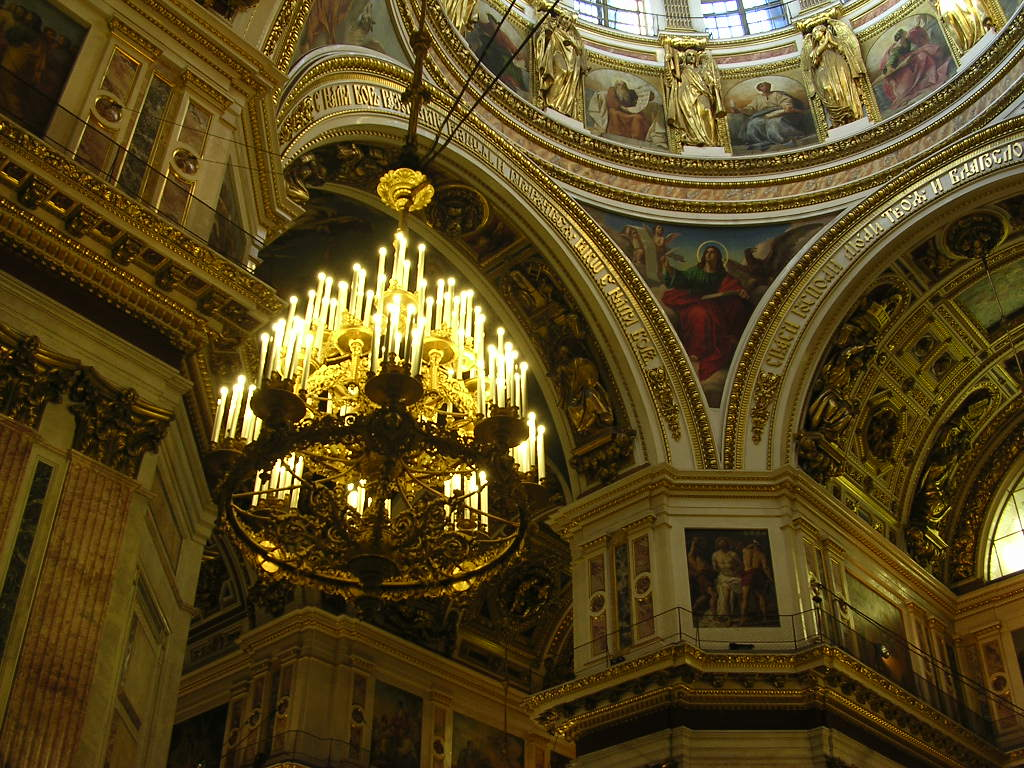
성 이사악 성당
성 이사악 성당

## 같이 보기
- 구세주 그리스도 대성당